# Mary M. Ourisman

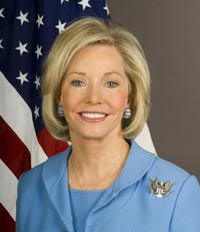
Mary M. Ourisman

Mary Martin Ourisman (Geburtsname: Mary Martin; * Februar 1946 in Texas) ist eine ehemalige US-amerikanische Diplomatin, die unter anderem zwischen 2006 und 2009 Botschafterin der Vereinigten Staaten in Barbados war.

## Leben
Mary Martin, Tochter von Dr. Herbert Martin und Aleen Martin, begann nach dem Schulbesuch ein Studium an der University of Texas at Austin, das sie 1970 mit einem Bachelor of Science (B.S.) abschloss. Des Weiteren absolvierte sie Studiengänge am Academy of Art College in San Francisco sowie an der New York School of Interior Design (NYSID). Sie engagierte sich für verschiedene Politiker der Republikanischen Partei wie George W. Bush, John McCain, Elizabeth Dole und Mitt Romney und spendete mit ihrem dritten Ehemann Mandell „Mandy“ Ourisman, Vorstandsvorsitzender der Ourisman Automotive Enterprises, den sie am 12. Juni 1993 heiratete, für deren Wahlkämpfe. Sie war zwischen 2004 und 2010 Vorstandsmitglied des 1971 gegründeten John F. Kennedy Center for the Performing Arts und engagierte sich ferner im Nationalrat des World Wildlife Fund (WWF) sowie der Smithsonian Institution.
Am 15. September 2006 wurde Mary M. Ourisman zur Botschafterin der Vereinigten Staaten in Barbados ernannt und trat dieses Amt als Nachfolgerin von Mary Kramer am 7. November 2006 an. Sie verblieb auf diesem Posten bis 16. Januar 2009, woraufhin Brent Hardt dortiger Geschäftsträger wurde. Sie war zugleich als Botschafterin in Antigua und Barbuda, Dominica, Grenada, St. Kitts und Nevis, St. Lucia und St. Vincent und die Grenadinen akkreditiert.